# Canadá en los Juegos Paralímpicos de Pekín 2008
Canadá estuvo representado en los Juegos Paralímpicos de Pekín 2008 por un total de 145 deportistas, 82 hombres y 63 mujeres.

## Medallistas
El equipo paralímpico canadiense obtuvo las siguientes medallas:
| Nombre | Deporte                       | Evento                                      |
| --- | ----------------------------- | ------------------------------------------- |
| Oro |                               |                                             |
| Chantal Petitclerc | Atletismo                     | 100 m T54 femenino                          |
| Chantal Petitclerc | Atletismo                     | 200 m T54 femenino                          |
| Chantal Petitclerc | Atletismo                     | 400 m T54 femenino                          |
| Chantal Petitclerc | Atletismo                     | 800 m T54 femenino                          |
| Chantal Petitclerc | Atletismo                     | 1500 m T54 femenino                         |
| Michelle Stilwell | Atletismo                     | 100 m T52 femenino                          |
| Michelle Stilwell | Atletismo                     | 200 m T52 femenino                          |
| Dean Bergeron | Atletismo                     | 100 m T52 masculino                         |
| Dean Bergeron | Atletismo                     | 200 m T52 masculino                         |
| Earle Connor | Atletismo                     | 100 m T42 masculino                         |
| Lauren Barwick | Hípica                        | Doma individual estilo libre grado II mixto |
| Valérie Grand'Maison | Natación                      | 100 m mariposa S13 femenino                 |
| Valérie Grand'Maison | Natación                      | 100 m libre S13 femenino                    |
| Valérie Grand'Maison | Natación                      | 400 m libre S13 femenino                    |
| Chelsey Gotell | Natación                      | 100 m espalda S13 femenino                  |
| Chelsey Gotell | Natación                      | 200 m estilos SM13 femenino                 |
| Anne Polinario | Natación                      | 50 m libre S10 femenino                     |
| Stéphanie Dixon | Natación                      | 100 m espalda S9 femenino                   |
| Paul Tingley | Vela                          | 2.4mR individual mixto                      |
| Plata |                               |                                             |
| Diane Roy | Atletismo                     | 5000 m T54 femenino                         |
| Patrick Anderson Jaimie Borisoff Abdi Dini David Durepos David Eng Robert Hedges Joey Johnson Adam Lancia Ross Norton Richard Peter Yvon Rouillard Chris Stoutenberg           | Baloncesto en silla de ruedas | Torneo masculino                            |
| Lauren Barwick | Hípica                        | Doma individual grado II mixto              |
| Valérie Grand'Maison | Natación                      | 50 m libre S13 femenino                     |
| Valérie Grand'Maison | Natación                      | 100 m espalda S13                           |
| Kirby Cote | Natación                      | 100 m mariposa S13 femenino                 |
| Kirby Cote | Natación                      | 200 m estilos SM13 femenino                 |
| Stéphanie Dixon | Natación                      | 200 m estilos SM9 femenino                  |
| Stéphanie Dixon | Natación                      | 400 m libre S9 femenino                     |
| Chelsey Gotell | Natación                      | 100 m libre S13 femenino                    |
| Bronce |                               |                                             |
| Diane Roy | Atletismo                     | 400 m T54 femenino                          |
| Diane Roy | Atletismo                     | 800 m T54 femenino                          |
| Ilana Duff | Atletismo                     | 100 m T53 femenino                          |
| Stefanie Reid | Atletismo                     | 200 m T44 femenino                          |
| Andre Beaudoin | Atletismo                     | 100 m T52 masculino                         |
| Dean Bergeron | Atletismo                     | 400 m T52 masculino                         |
| Jason Dunkerley | Atletismo                     | 1500 m T11 masculino                        |
| Kyle Pettey | Atletismo                     | Peso F33/34/52 masculino                    |
| Jean Quevillon | Ciclismo en pista             | Persecución individual CP3 masculino        |
| Genevieve Ouellet | Ciclismo en ruta              | Ruta B VI 1-3 femenino                      |
| Chelsey Gotell | Natación                      | 100 m mariposa S13 femenino                 |
| Chelsey Gotell | Natación                      | 400 m libre S13 femenino                    |
| Stéphanie Dixon | Natación                      | 100 m libre S9 femenino                     |
| Valérie Grand'Maison | Natación                      | 200 m estilos SM13 femenino                 |
| Benoît Huot | Natación                      | 50 m libre S10 masculino                    |
| Benoît Huot | Natación                      | 100 m libre S10 masculino                   |
| Benoît Huot | Natación                      | 400 m libre S10 masculino                   |
| Benoît Huot | Natación                      | 200 m estilos SM10 masculino                |
| Donovan Tildesley | Natación                      | 400 m libre S11 masculino                   |
| Ian Chan Jason Crone Jared Funk Garett Hickling Trevor Hirschfield Fabien Lavoie Say Luangkhamdeng Daniel Paradis Erika Schmutz Patrice Simard Michael Whitehead David Willsie | Rugby en silla de ruedas      | Torneo mixto                                |
| Stacie Louttit John McRoberts | Vela                          | SKUD18 de dos personas mixto                |